# Parapolybia
Parapolybia  (лат.) — род общественных ос семейства Vespidae. 5 видов. Западная и Юго-Восточная Азия. Длина 9—18 мм. Пронотум с претегулярноым килем перед надкрылками (тегулами), мезэпистернум с бороздкой. Усики 12-члениковые у самок и 13-члениковые у самцов. Стебелёк между брюшком и грудкой (петиоль) длинный и тонкий (осиная талия), первый метасомальный сегмент (вид сверху) с изогнутыми (непараллельными) боками. Нижнечелюстные щупики 6-члениковые, нижнегубные - 4-члениковые. Жвалы с 4 зубцами у вершины
.

## Распространение
Ближний Восток (2 вида), Юго-Восточная Азия (3 вида).

## Систематика
5 видов. Относится к трибе Ropalidiini. Первоначально был описан как отдел в составе подрода Polybia.
- Parapolybia escalerae (Meade-Waldo, 1911) — Иран, Пакистан, Турция
- Parapolybia indica (de Saussure, 1854)typus
- Parapolybia nodosa van der Vecht, 1966
- Parapolybia persica (Meade-Waldo, 1911) — Иран
- Parapolybia varia (Fabricius, 1787)